# بزرگی (فیلم ۱۹۹۷)
بزرگی (به هندی: Mahaanta) یا عظمت فیلمی محصول سال ۱۹۹۷ و به کارگردانی افضل خان است. در این فیلم بازیگرانی همچون جیتندرا، سانجی دات، مادهوری دیکشیت، محسن حسن خان، پونام دیلون، سعید جعفری، شاکتی کاپور، آمریش پوری، پارش راوال ایفای نقش کرده‌اند.